# Enfuwirtyd
Enfuwirtyd, enfuvirtide – lek przeciwwirusowy, inhibitor fuzji wirusa z komórką. Blokuje fuzję między błoną komórkową wirusa i komórki docelowej, zapobiega tym samym wniknięciu wirusowego RNA do komórki docelowej.

## Farmakokinetyka
Lek wiąże się w 92% z białkami osocza. Biologiczny okres półtrwania wynosi 3,8 godziny.

## Wskazania
- zakażenie wirusem HIV-1 (pacjenci, u których zaniknęła odpowiedź na inne leki przeciwwirusowe lub którzy nie mogą przyjmować innych leków przeciwwirusowych)

## Przeciwwskazania
- nadwrażliwość na lek

Należy zachować ostrożność przy podawaniu leku chorym z niewydolnością wątroby lub nerek.

## Działania niepożądane
- reakcje miejscowe w miejscu wstrzyknięcia (np. ból, rumień, wybroczyny)
- infekcje
- zaburzenia metabolizmu
- zmniejszenie masy ciała
- zmiany w obrazie krwi
- zaburzenia psychiczne
- dolegliwości ze strony układu nerwowego
- zapalenie trzustki
- zespół objawów grypopochodnych
- kamica nerkowa
- krwiomocz

## Preparaty
- Fuzeon – proszek do sporządzania roztworu do wstrzykiwań 0,09 g/ml

## Dawkowanie
Podskórnie. Lek powinien być przepisywany przez lekarzy, którzy mają doświadczenie w leczeniu zakażeń wirusem HIV. Dorośli i młodzież powyżej 16 roku życia 90 mg 2 razy na dobę.